# Modus tollendo ponens
Modus tollendo ponens (sposób potwierdzający przez zaprzeczenie) – tautologia rachunku zdań i analogiczny schemat wnioskowania dedukcyjnego.
Tautologia rachunku zdań mówi, że jeśli uznajemy alternatywę i fałszywość jednego z jej członów, musimy uznać prawdziwość drugiego członu:
{\displaystyle [(p\lor q)\land \neg p]\Rightarrow q}
Analogiczny schemat wnioskowania dedukcyjnego ma postać:
| p lub q,  |
| nie p.    |
|           |
| Zatem: q. |